# Gwangju Open 2025 - Doppio
Il doppio del torneo di tennis professionistico Gwangju Open 2025, facente parte della categoria Challenger 75 nell'ambito dell'ATP Challenger Tour 2025, si è giocato dal 21 al 27 aprile a Gwangju, in Corea del Sud. Lee Jea-moon e Song Min-kyu erano i detentori del titolo ma solo Lee aveva scelto di partecipare in coppia con Ann Suk.
In finale Ray Ho e Matthew Romios hanno sconfitto Vasil Kirkov e Bart Stevens con il punteggio di 6–3, 7–6(6).

## Teste di serie
1. Ray Ho /  Matthew Romios (campioni)
2. Vasil Kirkov /  Bart Stevens (finale)

1. Blake Bayldon /  Reese Stalder (quarti di finale)
2. Daniel Cukierman /  Joshua Paris (primo turno)

## Wildcard
1. Ann Suk /  Lee Jea-moon (primo turno)

1. Kwon Soon-woo /  Park Ui-sung (quarti di finale)

## Alternate
1. Jeong Yeong-seok /  Shin Woo-bin (primo turno)

## Tabellone

### Legenda
| - Q = Qualificato - WC = Wild card - LL = Lucky loser | - ALT = Alternate - SE = Special Exempt - PR = Protected Ranking | - w/o = Walkover - r = Ritirato - d = Squalificato |

|  | Primo turno | Primo turno              | Primo turno              | Primo turno | Primo turno |  |  | Quarti di finale | Quarti di finale         | Quarti di finale    | Quarti di finale         | Quarti di finale   |   |     | Semifinali | Semifinali            | Semifinali            | Semifinali                | Semifinali                |   |   | Finale | Finale | Finale | Finale | Finale |  |
|  |             |                          |                          |             |             |  |  |                  |                          |                     |                          |                    |   |     |            |                       |                       |                           |                           |   |   |        |        |        |        |        |  |
|  | 1           | R Ho M Romios            | R Ho M Romios            | 6           | 6           |  |  |                  |                          |                     |                          |                    |   |     |            |                       |                       |                           |                           |   |   |        |        |        |        |        |  |
|  | WC          | S Ann J-m Lee            | S Ann J-m Lee            | 3           | 2           |  |  | 1                | R Ho M Romios            | 2                   | 7                        | [10]               |   |     |            |                       |                       |                           |                           |   |   |        |        |        |        |        |  |
|  |             | Y-h Hsu R Noguchi        | 2                        | 6           | [6]         |  |  | WC               | S-w Kwon U-s Park        | 6                   | 5                        | [7]                |   |     |            |                       |                       |                           |                           |   |   |        |        |        |        |        |  |
|  | WC          | S-w Kwon U-s Park        | 6                        | 1           | [10]        |  |  |                  |                          |                     |                          |                    |   |     | 1          | R Ho M Romios         | 6                     | 3                         | [10]                      |   |   |        |        |        |        |        |  |
|  | 4           | D Cukierman J Paris      | D Cukierman J Paris      | 2           | 4           |  |  |                  |                          |                     | R Sakamoto S Shimabukuro | 4                  | 6 | [7] |            |                       |                       |                           |                           |   |   |        |        |        |        |        |  |
|  |             | J-s Nam K Uesugi         | J-s Nam K Uesugi         | 6           | 6           |  |  |                  | J-s Nam K Uesugi         | 5                   | 6                        | [6]                |   |     |            |                       |                       |                           |                           |   |   |        |        |        |        |        |  |
|  |             | R Sakamoto S Shimabukuro | R Sakamoto S Shimabukuro | 6           | 7           |  |  |                  | R Sakamoto S Shimabukuro | 7                   | 2                        | [10]               |   |     |            |                       |                       |                           |                           |   |   |        |        |        |        |        |  |
|  |             | Je Delaney A Kačmazov    | Je Delaney A Kačmazov    | 4           | 5           |  |  |                  |                          |                     |                          |                    |   |     | 1          | Ray Ho Matthew Romios | Ray Ho Matthew Romios | 6                         | 78                        |   |   |        |        |        |        |        |  |
|  |             | A Escoffier L Sanchez    | A Escoffier L Sanchez    | 2           | 0           |  |  |                  |                          |                     |                          |                    |   |     |            |                       | 2                     | Vasil Kirkov Bart Stevens | Vasil Kirkov Bart Stevens | 3 | 6 |        |        |        |        |        |  |
|  |             | R Ramanathan A Wang      | R Ramanathan A Wang      | 6           | 6           |  |  |                  | R Ramanathan A Wang      | R Ramanathan A Wang | 7                        | 7                  |   |     |            |                       |                       |                           |                           |   |   |        |        |        |        |        |  |
|  | Alt         | Y-s Jeong W-b Shin       | Y-s Jeong W-b Shin       | 3           | 4           |  |  | 3                | B Bayldon R Stalder      | B Bayldon R Stalder | 64                       | 61                 |   |     |            |                       |                       |                           |                           |   |   |        |        |        |        |        |  |
|  | 3           | B Bayldon R Stalder      | B Bayldon R Stalder      | 6           | 6           |  |  |                  |                          |                     |                          |                    |   |     |            | R Ramanathan A Wang   | R Ramanathan A Wang   | 1                         | 61                        |   |   |        |        |        |        |        |  |
|  |             | F Sun K Uchida           | F Sun K Uchida           | 3           | 4           |  |  |                  |                          | 2                   | V Kirkov B Stevens       | V Kirkov B Stevens | 6 | 7   |            |                       |                       |                           |                           |   |   |        |        |        |        |        |  |
|  |             | M Sharipov I Simakin     | M Sharipov I Simakin     | 6           | 6           |  |  |                  | M Sharipov I Simakin     | 6                   | 4                        | [6]                |   |     |            |                       |                       |                           |                           |   |   |        |        |        |        |        |  |
|  |             | K Pearson J Trotter      | K Pearson J Trotter      | 4           | 4           |  |  | 2                | V Kirkov B Stevens       | 3                   | 6                        | [10]               |   |     |            |                       |                       |                           |                           |   |   |        |        |        |        |        |  |
|  | 2           | V Kirkov B Stevens       | V Kirkov B Stevens       | 6           | 6           |  |  |                  |                          |                     |                          |                    |   |     |            |                       |                       |                           |                           |   |   |        |        |        |        |        |  |